# Olivia Zúñiga
María Elvira Zúñiga Correa (Villa Purificación, Jalisco, 21 de agosto de 1910-Ciudad de México, 18 de noviembre de 1990), conocida como Olivia Zúñiga, fue una poeta, novelista y periodista mexicana.

## Biografía
Olivia Zúñiga fue una poeta, novelista y periodista autodidacta nacida en Villa Purificación, Jalisco, el 21 de agosto de 1910. Huérfana del general revolucionario Eugenio Zúñiga, quien dio nombre al municipio Tlajomulco de Zúñiga, y la zacatecana Trinidad Correa González Hermosillo, quien la dio en adopción a su hermano, el presbítero Rafael Correa González Hermosillo, quien la llevó a Tenamaxtlán, Jalisco.
Un volumen de poesía: Amante imaginado (1938), sería su primera publicación. En 1942, Zúñiga estudiaba en los talleres de arte dramático del director teatral japonés Seki Sano donde continuó ejercitando sus aptitudes narrativas a través de escenas y ejercicios teatrales. En 1951, fue la primera persona galardonada con el Premio Jalisco de Literatura por su novela Retrato de una niña triste; los jurados fueron Mariano Azuela, Enrique González Martínez y Agustín Yáñez. En 1954 fue invitada a integrarse a la Exposición del Libro Mexicano, celebrada en la Universidad de la Sorbona de París, la Canning House en Londres y en la Société Européenne de Culture agregada a la Bienal de Venecia. En 1958, recibió la medalla José María Vigil, otorgada a distinguidos autores. Entre 1950 y 1960, Zúñiga colaboró en las revistas tapatías Ariel, del escritor Emmanuel Carballo; Et Caetera, de Adalberto Navarro Sánchez; Summa y Xallixtlico, de Arturo Rivas Sainz; y en las capitalinas Fuensanta y México en la Cultura.
La poética de Olivia Zúñiga está fundada desde una  mirada crítica e inquieta ante la existencia y el ser, una intensidad sensorial que se deja reverberar en la imagen de la muerte. Al disertar continuamente sobre el deber, el libre albedrío y la naturaleza de los afectos, maneja sus periodos sintácticos en forma rítmica y sonora, su trabajo es laberíntico y multifacético; gozoso, atormentado y desvergonzadamente autorreferencial. Escribió novelas y poesía, crítica de arte, gestión y periodismo.
En 1930, el general Lázaro Cárdenas, quien había formado parte del Estado Mayor del general Eugenio Zúñiga en 1914, la llevó a vivir a la Ciudad de México. Olivia, de extraordinaria belleza, en 1942 se encontraba estudiando arte dramático con el maestro japonés Seki Sano.
Su primera obra fue impresa en 1947, un volumen de poesía que tituló Amante imaginado, prologado por el académico español Luis Fernández Ardavín. 
En los decenios de 1950 y 1960 colaboró en las revistas tapatías Ariel, de Emmanuel Carballo; Et Caetera, de Adalberto Navarro Sánchez, y Summa y Xallixtlico, de Arturo Rivas Sainz, y en las capitalinas Fuensanta y México en la Cultura.
Asimismo, escribió para los lectores del diario Excélsior, Suplemento de Novedades y El Nacional.
Fue la primera persona en recibir el Premio de Literatura Jalisco, en 1950, por su novela Retrato de una niña triste.
En 1954 fue invitada a participar dentro de la Exposición del Libro Mexicano celebrada en la Universidad de la Sorbona de París, la Canning House en Londres y en la Société Européenne de Culture agregada a la Bienal de Venecia. 
En 1958 recibió la Medalla José María Vigil.

## Obras

### Poesía
- Amante imaginado,  Editorial Artes Gráficas, Guadalajara, 1947.[2]
- Los amantes y la noche (Canto en torno a las ideas escultóricas de Mathias Goeritz) Talleres Gráficos del I. T. de Guadalajara. Ediciones El ECO. México, D.F. , 1953.
- Hasta el grano de luz, 1969.
- El hijo, inédito.

### Novela
- Retrato de una niña triste. Ediciones Et Caetera, 1950. Primer premio "JALISCO" 1951.
- Entre el infierno y la luz. Talleres del Instituto Tecnológico de Guadalajara, Colección Nueva. 1952.
- La muerte es una ciudad distinta. Número 5 de los libros del Unicornio. Talleres del Maestro tipógrafo, Manuel Casas. Lerma 303, México, D.F. Editor Juan José Arreola, 1959.

### Cuento
- Antología universal de lecturas infantiles, 1952.

### Ensayo
- Mathias Goeritz, 1962; posteriormente fue traducido al inglés.